# Arsenal FC (Buenos Aires)
Arsenal de Sarandí je argentinský fotbalový klub, sídlící na jihovýchodním předměstí Buenos Aires. Klub založil 11. ledna 1957 Julio Humberto Grondona, současný předseda Argentinské fotbalové asociace. Název převzal od londýnského Arsenalu, barvy dresů jsou inspirovány velkokluby ze sousedství: bleděmodrá Racingu a červená CA Independiente. Klub je účastníkem nejvyšší soutěže od roku 2002. Největším úspěchem je vítězství v Copa Sudamericana 2007. Nejslavnějším odchovancem Arsenalu je Jorge Burruchaga, držitel zlaté medaile z mistrovství světa ve fotbale 1986, který v klubu působil i jako trenér.

## Soupiska
K ?. ?. ????
Brankáři:
- Sebastáin Peratta
- Ezequiel Cacace
- Fernando Tantoni
- Germán Montoya

Obránci:
- Mariano Uglessich
- Marcelo Bustamante
- Carlos Soto
- Pablo Lima
- Luciano Vella
- Waldo Ponce
- Hernán Pellerano
- Roberto Floris
- Fernando Tobio
- Gastón Díaz

Záložníci:
- Maximiliano Bustos
- Darío Ocampo
- Damián Escudero
- Leandro Coronel
- Víctor Zapata
- Sergio Sena
- Alejandro Cabral
- Leonel Ríos
- Patricio Pérez

Útočníci:
- Santiago Silva
- Gustavo Balvorín
- Jonathan Cristaldo
- Maximiliano Timpanaro
- Facundo Coria
- Ricardo Álvarez
- Damián Casalinuovo

## Úspěchy
- 1× vítěz argentinského poháru (2012/13)[1]
- 1× vítěz argentinského superpoháru (2012)[2]